# 綴喜郡
- 日本 > 近畿地方 > 京都府 > 綴喜郡
- 令制国一覧 > 畿内 > 山城国 > 綴喜郡

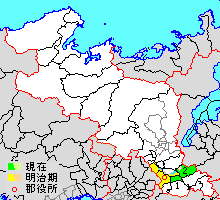
京都府綴喜郡の位置（1.井手町 2.宇治田原町 薄黄：後に他郡に編入された区域 薄緑・水色：後に他郡から編入した区域）

綴喜郡（つづきぐん）は、京都府（山城国）の郡。
人口15,474人、面積76.2km²、人口密度203人/km²。（2025年2月1日、推計人口）
現在は以下の2町を含む。
- 井手町（いでちょう）
- 宇治田原町（うじたわらちょう）

## 郡域
1879年（明治12年）に行政区画として発足した当時の郡域は、以下の区域にあたる。
- 京都市
  - 伏見区の一部（淀美豆町・淀際目町・淀生津町）
- 城陽市の一部（水主・奈島・市辺）
- 八幡市の大部分（上津屋を除く）
- 京田辺市の全域
- 井手町の大部分（田村新田を除く）
- 宇治田原町の大部分（高尾を除く）

## 歴史

### 古代

#### 式内社
『延喜式』神名帳に記される郡内の式内社。
| 神名帳                       | 神名帳                                | 神名帳 | 神名帳           | 比定社             | 比定社                 | 比定社         | 集成 |
| 社名                         | 読み                                  | 格     | 付記             | 社名               | 所在地                 | 備考           | 集成 |
| ---------------------------- | ------------------------------------- | ------ | ---------------- | ------------------ | ---------------------- | -------------- | ---- |
| 綴喜郡 14座（大3座・小11座） |                                       |        |                  |                    |                        |                |      |
| 樺井月神社                   | カハヰノ-                             | 大     | 月次新嘗         | 樺井月神社         | 京都府城陽市水主宮馬場 | 水主神社境内社 |      |
| 朱智神社                     | スチノ                                | 小     |                  | 朱智神社           | 京都府京田辺市天王     |                |      |
| 月読神社                     | ツキヨミノ                            | 大     | 月次新嘗         | 月讀神社           | 京都府京田辺市大住     |                |      |
| 咋岡神社                     | クヒヲカノ                            | 小     | 鍬靫             | （論）咋岡神社     | 京都府京田辺市飯岡     |                |      |
| 咋岡神社                     | クヒヲカノ                            | 小     | 鍬靫             | （論）咋岡神社     | 京田辺市草内宮ノ後     |                |      |
| 高神社                       | タカノ                                | 小     | 鍬靫             | 高神社             | 京都府綴喜郡井手町多賀 |                |      |
| 内神社 二座                  | ウチノ                                | 小     |                  | 内神社             | 京都府八幡市内里       |                |      |
| 粟神社                       | アハノ                                | 小     |                  | 粟神社             | 京都府城陽市市辺       |                |      |
| 棚倉孫神社                   | タナクラヒコ                          | 大     | 月次新嘗         | 棚倉孫神社         | 京都府京田辺市田辺     |                |      |
| 佐牙乃神社                   | サガノ                                | 小     | 鍬靫             | 佐牙神社           | 京都府京田辺市大字宮津 |                |      |
| 酒屋神社                     | サカヤノ                              | 小     |                  | 酒屋神社           | 京都府京田辺市大字興戸 |                |      |
| 甘南備神社                   | カンナヒノ カム-                      | 小     |                  | 神南備神社         | 京都府京田辺市大字薪   |                |      |
| 天神社                       | アマツカンノヤシロ アマツヤシロ       | 小     |                  | （論）天神社       | 京都府京田辺市松井     |                |      |
| 天神社                       | アマツカンノヤシロ アマツヤシロ       | 小     | （論）朱智神社   | 京都府京田辺市天王 |                        |                |      |
| 天神社                       | アマツカンノヤシロ アマツヤシロ       | 小     | （論）棚倉孫神社 | 京都府京田辺市棚倉 |                        |                |      |
| 地祇神社                     | クニツヤシロカンノヤシロ クニツヤシロ | 小     |                  | 地祇神社           | 京都府京田辺市普賢寺   |                |      |
| 凡例を表示                   |                                       |        |                  |                    |                        |                |      |

### 近世以降の沿革
- 「旧高旧領取調帳」に記載されている明治初年時点での支配は以下の通り。幕府領は代官小堀数馬・多羅尾織之助が管轄。●は寺社領が存在。（57村）

| 知行       | 知行                                 | 村数 | 村名 |
| ---------- | ------------------------------------ | ---- | --- |
| 天領       | 皇室領                               | 19村 | 宮口村、水取村、郷之口村、老中村、名村、切林村、贄田村、符作村、荒木村、糠塚村、大道寺村、平岡村、岩本村、禅定寺村、長山村、湯屋谷村、奥山田村、多賀村、奥山新田 |
| 天領       | 門跡領                               | 1村  | 水無村 |
| 天領       | 公家領                               | 1村  | ●八幡 |
| 天領       | 京都守護職役知                       | 1村  | 美濃山新開 |
| 天領       | 旗本領                               | 1村  | 南山村 |
| 天領       | 皇室領・門跡領・京都守護職役知       | 1村  | 井手村 |
| 天領       | 皇室領・幕府領（小堀）               | 1村  | 水主村 |
| 天領       | 皇室領・幕府領（多羅尾）・旗本領     | 1村  | 奈島村 |
| 天領       | 皇室領・旗本領                       | 1村  | ●高木村 |
| 天領       | 公家領・京都守護職役知               | 1村  | ●内里村 |
| 天領       | 公家領・京都守護職役知・医師吉田氏領 | 1村  | 市辺村 |
| 天領       | 幕府領（小堀）・京都守護職役知       | 1村  | ●薪村 |
| 天領       | 京都守護職役知・医師吉田氏領         | 1村  | 上奈良村 |
| 藩領       | 山城淀藩                             | 9村  | 野尻村、●戸津村、草内村、田辺新田村、打田村、高船村、飯岡村、東村、多々羅村                                                                                      |
| 天領・藩領 | 皇室領・淀藩                         | 1村  | 南興戸村 |
| 天領・藩領 | 皇室領・京都守護職役知・淀藩         | 2村  | 江津村、上村 |
| 天領・藩領 | 皇室領・京都守護職役知・旗本領・淀藩 | 1村  | 天王村 |
| 天領・藩領 | 皇室領・旗本領・淀藩                 | 1村  | 出垣内村 |
| 天領・藩領 | 門跡領・旗本領・淀藩                 | 1村  | ●大住村 |
| 天領・藩領 | 門跡領・林大学頭領・淀藩             | 1村  | 山本村 |
| 天領・藩領 | 女官領・京都守護職役知・淀藩         | 1村  | 岩田村 |
| 天領・藩領 | 公家領・淀藩                         | 2村  | 河原村、田辺村 |
| 天領・藩領 | 幕府領（小堀）・淀藩                 | 1村  | 松井村 |
| 天領・藩領 | 旗本領・淀藩                         | 1村  | 北興戸村 |
| その他     | 寺社領                               | 5村  | 下奈良村、生津村、美豆村、際目村、川口村 |

- 慶応4年
  - 2月19日（1868年3月12日） - 天領が京都裁判所の管轄となる。
  - 閏4月25日（1868年6月15日） - 京都裁判所の管轄地域が京都府の管轄となる。
- 明治初年
  - 領知替えにより美濃山新開・水主村・上奈良村・南興戸村・江津村・出垣内村・岩田村・松井村・北興戸村の全域および大住村の一部（旗本領）が淀藩領となる。
  - 奥山新田が多賀村に合併。（56村）
- 明治3年（1870年） - 八幡のうち石清水八幡宮の門前町が八幡町、残部が八幡荘となる。（1町56村）
- 明治4年
  - 7月14日（1871年8月29日） - 廃藩置県により、藩領が淀県の管轄となる。
  - 明治4年11月14日（1871年12月25日） - 第1次府県統合により、全域が京都府の管轄となる。
- 明治5年（1872年） - 水無村が井手村に合併。（1町55村）
- 明治7年（1874年）（1町49村）
  - 贄田村・糠塚村・大道寺村・平岡村が合併して立川村となる。
  - 岩本村・長山村が合併して岩山村となる。
  - 南興戸村・北興戸村が合併して興戸村となる。
  - 田辺新田村が田辺村に合併。
- 明治8年（1875年） - 老中村・名村・切林村・符作村が合併して南村となる。（1町46村）
- 明治9年（1876年）（1町42村）
  - 宮口村・江津村が合併して宮津村となる。
  - 南山村・高木村・出垣内村・山本村が合併して三山木村となる。
- 明治12年（1879年）4月10日 - 郡区町村編制法の京都府での施行により、行政区画としての綴喜郡が発足。郡役所が田辺村字棚倉に設置。

### 町村制以降の沿革

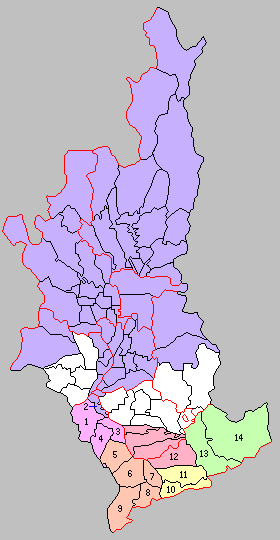
1.八幡町 2.美豆村 3.都々城村 4.有智郷村 5.大住村 6.田辺村 7.草内村 8.三山木村 9.普賢寺村 10.井手村 11.多賀村 12.青谷村 13.田原村 14.宇治田原村（紫：京都市 赤：城陽市 桃：八幡市 橙：京田辺市 黄：井手町 緑：宇治田原町）

- 明治22年（1889年）4月1日 - 町村制の施行により、以下の町村が発足。（1町13村）
  - 八幡町 ← 八幡町、八幡荘［大部分］、川口村（現・八幡市）
  - 美豆村 ← 美豆村、際目村、生津村（現・京都市伏見区）
  - 都々城村 ← 岩田村、野尻村、上奈良村、下奈良村、八幡荘［一部］、久世郡上津屋村［浜上津屋・里上津屋］（現・八幡市）
  - 有智郷村 ← 内里村、戸津村、美濃山新開（現・八幡市）
  - 大住村 ← 大住村、松井村（現・京田辺市）
  - 田辺村 ← 田辺村、薪村、興戸村、河原村（現・京田辺市）
  - 草内村 ← 草内村、東村、飯岡村（現・京田辺市）
  - 三山木村 ← 三山木村、宮津村（現・京田辺市）
  - 普賢寺村 ← 水取村、多々羅村、上村、天王村、高船村、打田村（現・京田辺市）
  - 井手村 ← 井手村、相楽郡田村新田（現・井手町）
  - 多賀村（単独村制。現・井手町）
  - 青谷村 ← 奈島村、市辺村、久世郡中村（現・城陽市）
  - 田原村 ← 郷之口村、南村、荒木村、立川村［贄田］、久世郡高尾村（現・宇治田原町）
  - 宇治田原村 ← 岩山村、立川村［贄田を除く］、禅定寺村、湯屋谷村、奥山田村（現・宇治田原町）
  - 水主村が久世郡寺田村の一部となる。
- 明治32年（1899年）7月1日 - 郡制を施行。
- 明治39年（1906年）10月12日 - 田辺村が町制施行して田辺町となる。（2町12村）
- 大正12年（1923年）4月1日 - 郡会が廃止。郡役所は存続。
- 大正15年（1926年）7月1日 - 郡役所が廃止。以降は地域区分名称となる。
- 昭和2年（1927年）1月1日 - 井手村が町制施行して井手町となる。（3町11村）
- 昭和10年（1935年）4月1日 - 美豆村が久世郡淀町に編入。（3町10村）
- 昭和17年（1942年）7月1日 - 「綴喜地方事務所」が田辺町に設置され、本郡を管轄。
- 昭和26年（1951年）4月1日（3町5村）
  - 普賢寺村・三山木村・草内村・大住村が田辺町に編入。
  - 青谷村が久世郡久津川村・富野荘村・寺田村と合併して久世郡城陽町が発足。
- 昭和29年（1954年）10月1日 - 都々城村・有智郷村が八幡町に編入。（3町3村）
- 昭和31年（1956年）9月30日 - 宇治田原村・田原村が合併して宇治田原町が発足。（4町1村）
- 昭和33年（1958年）4月1日 - 井手町・多賀村が合併し、改めて井手町が発足。（4町）
- 昭和52年（1977年）11月1日 - 八幡町が市制施行して八幡市となり、郡より離脱。（3町）
- 平成9年（1997年）4月1日 - 田辺町が市制施行・改称して京田辺市となり、郡より離脱。（2町）

#### 変遷表
| 明治22年4月1日 | 明治22年 - 大正15年   | 昭和1年 - 昭和19年              | 昭和20年 - 昭和29年               | 昭和30年 - 昭和64年         | 平成1年 - 現在                  | 現在       |
| -------------- | --------------------- | ------------------------------- | --------------------------------- | --------------------------- | ------------------------------- | ---------- |
| 田辺村         | 明治39年10月12日 町制 | 田辺町                          | 田辺町                            | 田辺町                      | 平成9年4月1日 市制改称 京田辺市 | 京田辺市   |
| 普賢寺村       | 普賢寺村              | 普賢寺村                        | 昭和26年4月1日 田辺町に編入       | 田辺町                      | 平成9年4月1日 市制改称 京田辺市 | 京田辺市   |
| 三山木村       | 三山木村              | 三山木村                        | 昭和26年4月1日 田辺町に編入       | 田辺町                      | 平成9年4月1日 市制改称 京田辺市 | 京田辺市   |
| 草内村         | 草内村                | 草内村                          | 昭和26年4月1日 田辺町に編入       | 田辺町                      | 平成9年4月1日 市制改称 京田辺市 | 京田辺市   |
| 大住村         | 大住村                | 大住村                          | 昭和26年4月1日 田辺町に編入       | 田辺町                      | 平成9年4月1日 市制改称 京田辺市 | 京田辺市   |
| 八幡町         | 八幡町                | 八幡町                          | 八幡町                            | 昭和52年11月1日 市制        | 八幡市                          | 八幡市     |
| 都々城村       | 都々城村              | 都々城村                        | 昭和29年10月1日 八幡町に編入      | 昭和52年11月1日 市制        | 八幡市                          | 八幡市     |
| 有智郷村       | 有智郷村              | 有智郷村                        | 昭和29年10月1日 八幡町に編入      | 昭和52年11月1日 市制        | 八幡市                          | 八幡市     |
| 井手村         | 井手村                | 昭和2年1月1日 町制              | 井手町                            | 昭和33年4月1日 井手町       | 井手町                          | 井手町     |
| 多賀村         | 多賀村                | 多賀村                          | 多賀村                            | 昭和33年4月1日 井手町       | 井手町                          | 井手町     |
| 宇治田原村     | 宇治田原村            | 宇治田原村                      | 宇治田原村                        | 昭和31年9月30日 宇治田原町  | 宇治田原町                      | 宇治田原町 |
| 田原村         | 田原村                | 田原村                          | 田原村                            | 昭和31年9月30日 宇治田原町  | 宇治田原町                      | 宇治田原町 |
| 美豆村         | 美豆村                | 昭和10年4月1日 久世郡淀町に編入 | 久世郡 淀町                       | 昭和32年4月1日 京都市に編入 | 京都市 伏見区                   | 京都市     |
| 青谷村         | 青谷村                | 青谷村                          | 昭和26年4月1日 久世郡城陽町の一部 | 昭和47年5月5日 市制         | 城陽市                          | 城陽市     |

## 行政
歴代郡長
| 代 | 氏名       | 就任年月日                 | 退任年月日                 | 備考                                                                               |
| -- | ---------- | -------------------------- | -------------------------- | ---------------------------------------------------------------------------------- |
| 1  | 宮本三四郎 | 明治12年（1879年）3月14日  | 明治15年（1882年）8月      |                                                                                    |
| 2  | 西川義延   | 明治15年（1882年）8月3日   | 明治19年（1886年）10月8日  | 相楽郡長兼綴喜郡長へ転任                                                           |
| 2  | 西川義延   | 明治19年（1886年）10月8日  | 明治22年（1889年）5月27日  | これより奏任官となる。 相楽郡長による兼任。 病気のため依願免本官竝兼官             |
| 3  | 喜多川孝経 | 明治22年（1889年）6月10日  | 明治26年（1893年）11月8日  | 相楽郡長による兼任。 明治25年（1892年）4月5日免本官専任綴喜郡長。 非職を命ぜられる |
| 4  | 伊藤信厚   | 明治26年（1893年）11月8日  | 明治27年（1894年）12月1日  | 非職を命ぜられる                                                                   |
| 5  | 梅垣幸之   | 明治27年（1894年）12月10日 | 明治28年（1895年）12月26日 | 竹野郡長へ転任                                                                     |
| 6  | 島田祐信   | 明治28年（1895年）12月26日 | 明治31年（1898年）8月9日   | 依願免本官                                                                         |
| 7  | 東文輔     | 明治31年（1898年）8月9日   | 明治32年（1899年）9月9日   | 文官分限令第11条第1項第4号により休職を命ぜられる                                   |
| 8  | 荒川真造   | 明治32年（1899年）9月13日  | 明治36年（1903年）10月21日 | 天田郡長へ転任                                                                     |
| 9  | 高木謙二郎 | 明治36年（1903年）10月21日 | 明治43年（1910年）1月28日  | 紀伊郡長へ転任                                                                     |
| 10 | 岸田豊久   | 明治43年（1910年）1月28日  | 大正元年（1912年）12月16日 | 与謝郡長へ転任                                                                     |
| 11 | 山本三省   | 大正元年（1912年）12月16日 | 大正6年（1917年）1月17日   | 乙訓郡長へ転任                                                                     |
| 12 | 藤正路     | 大正6年（1917年）1月17日   | 大正12年（1923年）2月24日  | 依願免本官                                                                         |
| 13 | 林田民次郎 | 大正12年（1923年）2月24日  | 大正13年（1924年）12月18日 | 依願免本官                                                                         |
| 14 | 松村同     | 大正13年（1924年）12月18日 | 大正15年（1926年）6月30日  | 郡役所廃止により、廃官 地方事務官京都府学務部兵事課長へ転任                        |